# Edward Charles Stuart Baker
Edward Charles Stuart Baker (1864 – 16 aprile 1944) è stato un ornitologo e ufficiale di polizia britannico.

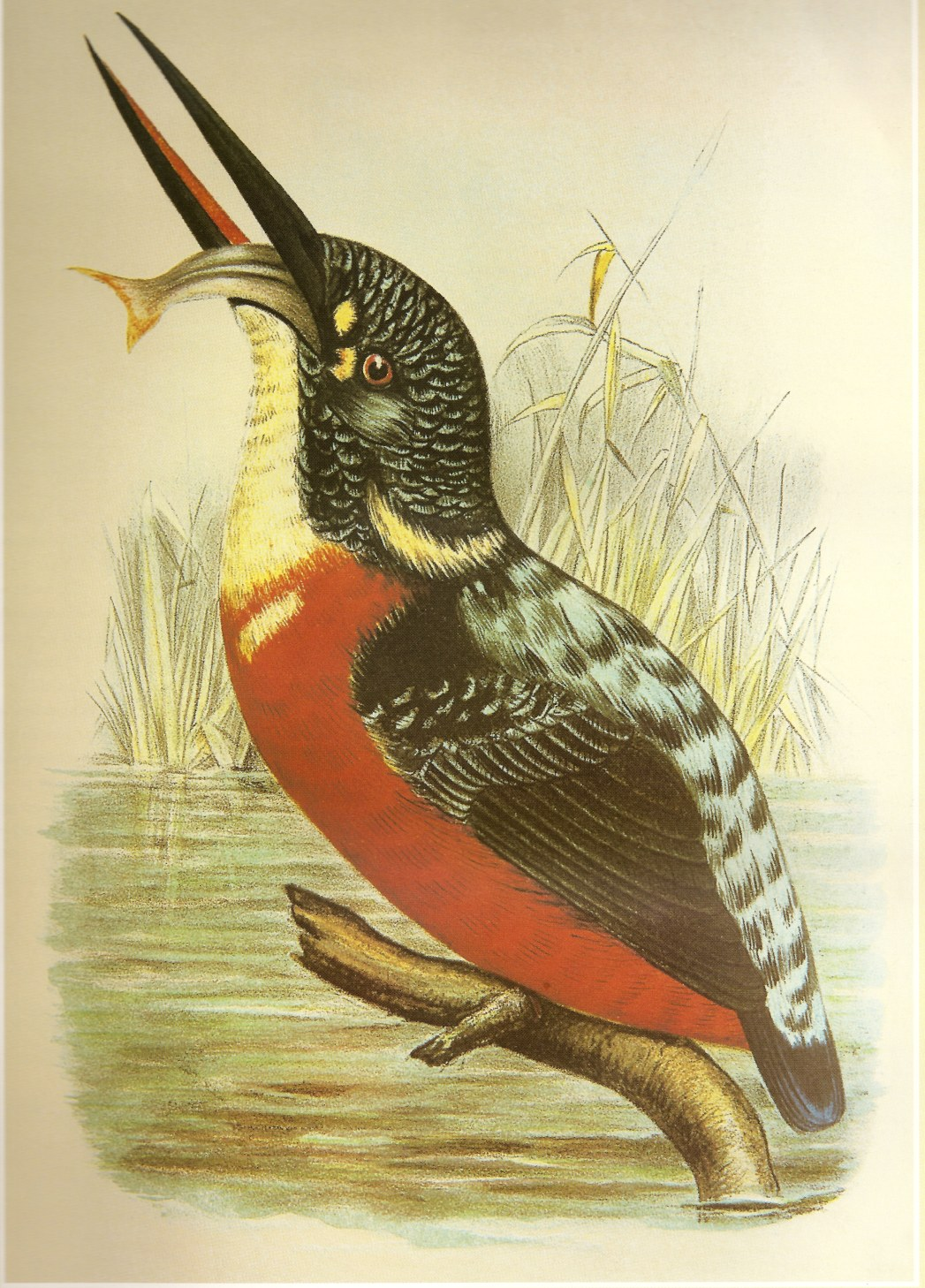
Alcedo hercules (Blyth's Kingfisher) dipinto da Stuart-Baker

Fu Companion dell'Ordine dell'Impero Indiano (CIE) e Ufficiale dell'Ordine dell'Impero Britannico (OBE). 
Fu membro della Zoological Society of London (FZS) e membro della Linnean Society of London (FLS).

## Biografia
Baker studiò al Trinity College di Stratford-upon-Avon e, nel 1883, seguì suo padre nell'Indian Police Service. 
Trascorse la maggior parte della sua carriera in India nella Polizia di Assam, arrivando al grado di ispettore generale comandante l'unità.
Nel 1910 fu assegnato alla sezione di Special Criminal Investigation.
Nel 1911 fece ritorno in Inghilterra, ove assunse l'incarico di Ufficiale Capo della Polizia portuale di Londra, incarico che ricoprì fino al pensionamento avvenuto nel 1925. 
Per il servizio svolto in questo ruolo durante la prima guerra mondiale, negli onori di guerra ai civili resi nel 1920, fu nominato Ufficiale dell'Ordine dell'Impero Britannico (OBE).
Dopo il pensionamento divenne Sindaco di Croydon.
Fu un eccellente giocatore di tennis e un entusiasta cacciatore di grandi trofei.
Perse il suo braccio sinistro a causa di una pantera (a Silchar, nell'Assam), fu disarcionato da un gaur e calpestato da un rinoceronte indiano nel corso di diverse spedizioni di caccia.

## Ornitologia

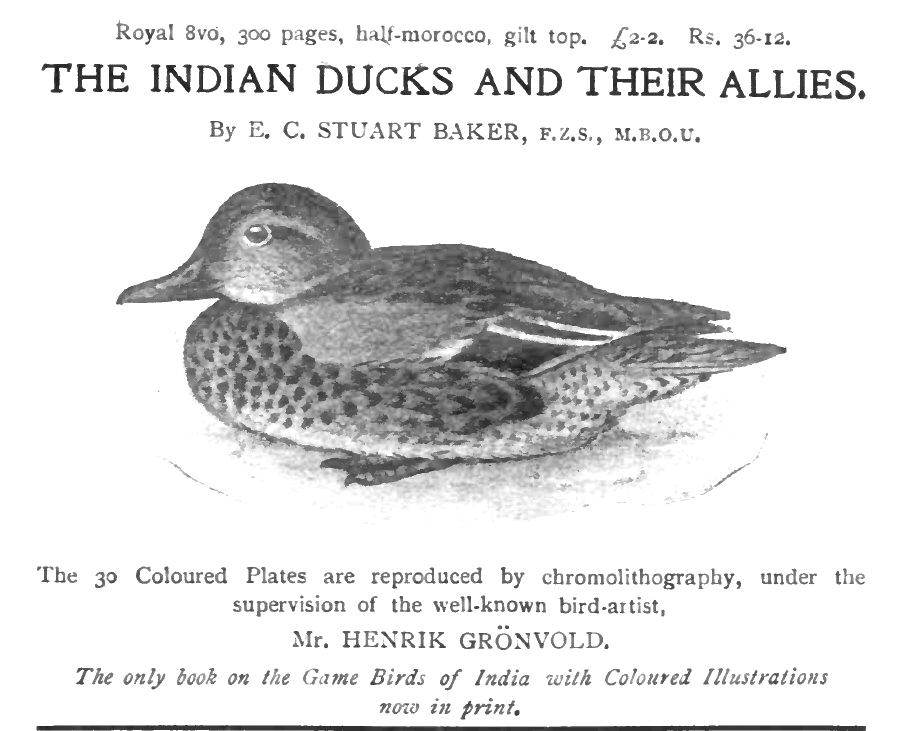
Advertisement for "The Indian Ducks and their Allies"

Durante il suo tempo libero, studiava e collezionava gli Uccelli dell'India.
Fra i suoi libri vi sono The Indian Ducks and their Allies (1908), Game Birds of India and Ceylon (1921), The Fauna of British India, Including Ceylon and Burma. Birds. (1922; sette volumi), Mishmi Man-eater (1928), The Nidification of the Birds of the Indian Empire (1932) e Cuckoo Problems (1942; il Cuculus canorus (cuculo) costituiva il suo principale interesse nell'ambito dell'ornitologia).
Nel tempo, egli compose una raccolta completa di quasi 50 000 uova di uccelli indiani, parte della quale fu da lui donata al Natural History Museum, dove trascorse molto tempo a lavorare sulle collezioni di uova provenienti da India e Thailandia.
Il suo contributo in sette volumi all'opera The Fauna of British India, Including Ceylon and Burma divenne l'opera di riferimento in questo campo .
Parte della collezione, circa 152 campioni, fu venduta al museo privato dello Zar Ferdinando I di Bulgaria.
Baker fu membro anche di comitati consultivi del governo riguardo alla protezione degli uccelli. 
Dal 1913 al 1936 fu segretario onorario e tesoriere della British Ornithologists' Union.
Alcuni fra i nidi e le uova della sua collezione sono state ritenute di dubbia provenienza e parrebbe che essi sarebbero delle realizzazioni artificiali di Baker.
Alcuni, come Charles Vaurie, hanno considerato ciò talmente improbabile che hanno pure suggerito la distruzione della sua collezione di uova.
In onore di Baker fu così chiamata la Yuhina bakeri (Baker's Yuhina).

## Opere
- Baker, E. C. S. (1930): The game birds of the Indian Empire, Vol V: The Waders and other semi-sporting birds, Part XII. Journ. Bombay Nat. Hist. Soc. 34(3), 613-622.
- Baker, E. C. S. (1930): The game birds of the Indian Empire. Part 13. Journ. Bombay Nat. Hist. Soc. 34(3), 859-876.
- Baker, E. C. S. (1933): The game birds of the Indian Empire. Vol. V. The waders and other semi-sporting birds. Part XIX. Journ. Bombay Nat. Hist. Soc. 36(2), 293-306.
- Baker, E. C. S. (1931): The game birds of the Indian Empire. Vol. V. The Waders and other semi-sporting birds. Part XIV. Journ. Bombay Nat. Hist. Soc. 35(1), 1-12.
- Baker, E. C. S. (1920): The game birds of India, Burma and Ceylon, Part 29. Journ. Bombay Nat. Hist. Soc. 27(1), 1-24.
- Baker, E. C. S. (1920): The game birds of India, Burma and Ceylon, Part 30. Journ. Bombay Nat. Hist. Soc. 27(2), 193-210.
- Baker, E. C. S. (1921): The game birds of India, Burma and Ceylon, Part 31. Journ. Bombay Nat. Hist. Soc. 27(3), 417-430.
- Baker, E. C. S. (1921): The game birds of India, Burma and Ceylon, Part 30. Journ. Bombay Nat. Hist. Soc. 27(4), 651-664.
- Baker, E. C. S. (1930): The game birds of the Indian Empire, Vol V. The Waders and other semi-sporting birds, Part XI. Journ. Bombay Nat. Hist. Soc. 34(1), 1-11.
- Baker, E. C. S. (1931): The game birds of the Indian Empire, Vol, V. The Waders and other semi-sporting birds. Part XIII. Journ. Bombay Nat. Hist. Soc. 34(4), 859-876.
- Baker, E. C. S. (1932): The game birds of the Indian Empire. Vol. V. The Waders and other semi-sporting birds.Part XVI. Journ. Bombay Nat. Hist. Soc. 35(3), 475-483.
- Baker, E. C. S. (1934): The game birds of the Indian Empire. Vol V. The waders and other semi-sporting birds. Part XX. Journ. Bombay Nat. Hist. Soc. 37(1), 1-14.
- Baker, E. C. S. (1934): The game birds of the Indian Empire, part 21. Journ. Bombay Nat. Hist. Soc. 37(2), 245-254.
- Baker, E. C. S. (1942): Information wanted regarding cuckoos. Jour. Bengal Nat. Hist. Soc. 17(2), 53-56.
- Baker, E. C. S. (1943): Information wanted regarding cuckoos. Jour. Bengal Nat. Hist. Soc. 17(3), 92-95.
- Baker, E. C. S. (1914): The game birds of India, Burma and Ceylon. Part XIII. Journ. Bombay Nat. Hist. Soc. 23(1), 1-22.
- Baker, E. C. S. (1914): The game birds of India, Burma and Ceylon, part XIV. Journ. Bombay Nat. Hist. Soc. 23(2), 183-196.
- Baker, E. C. S. (1915): The game birds of India, Burma and Ceylon, part XV. Journ. Bombay Nat. Hist. Soc. 23(3), 385-412.
- Baker, E. C. S. (1915): A review of the Indian Swans. Journ. Bombay Nat. Hist. Soc. 23(3), 454-459.
- Baker, E. C. S. (1915): The game birds of India, Burma and Ceylon. Part XVI. Journ. Bombay Nat. Hist. Soc. 23(4), 593-606.
- Baker, E. C. S. (1921): The game birds of India, Burma and Ceylon, part 30. Journ. Bombay Nat. Hist. Soc. 28(1), 1-22.
- Baker, E. C. S. (1922): The game birds of India, Burma and Ceylon, part 31. Journ. Bombay Nat. Hist. Soc. 28(2), 305-312.
- Baker, E. C. S. (1922): The game birds of India, Burma and Ceylon, part 32. Journ. Bombay Nat. Hist. Soc. 28(3), 571-575.
- Baker, E. C. S. (1922): The game birds of India, Burma and Ceylon, Part 33. Journ. Bombay Nat. Hist. Soc. 28(4), 823-829.
- Baker, E. C. S. (1924): The game birds of India, Burma and Ceylon, part 38. Journ. Bombay Nat. Hist. Soc. 30(1), 1-11.
- Baker, E. C. S. (1925): The game birds of India, Burma and Ceylon, part 39. Journ. Bombay Nat. Hist. Soc. 30(2), 236-241.
- Baker, E. C. S. (1928): The game birds of the Indian Empire, part 7. Journ. Bombay Nat. Hist. Soc. 33(1), 1-6.
- Baker, E. C. S. (1929): The game birds of the Indian empire. Part 8. the crab plover. Journ. Bombay Nat. Hist. Soc. 33(2), 223-228.
- Baker, E. C. S. (1929): The game birds of the Indian empire. Part 10. Journ. Bombay Nat. Hist. Soc. 33(4), 745-752.
- Baker, E. C. S. (1931): The game birds of the Indian Empire, part 15. Journ. Bombay Nat. Hist. Soc. 35(2), 241-253.
- Baker, E. C. S. (1932): The game birds of the Indian Empire, part 17. Journ. Bombay Nat. Hist. Soc. 35(4), 703-721.
- Baker, E. C. S. (1935): The game birds of the Indian Empire. Vol 5 part 22. Journ. Bombay Nat. Hist. Soc. 38(1), 1-5.
- Baker, E. C. S. (1920): Birds of the Indian Empire: Hand-list of the "Birds of India". Journ. Bombay Nat. Hist. Soc. 27(2), 228-247.
- Baker, E. C. S. (1921): The birds of the Indian Empire: Hand-list of the "Birds of India." Part 2. Journ. Bombay Nat. Hist. Soc. 27(3), 448-491.
- Baker, E. C. S. (1921): The birds of the Indian Empire: Hand-list of the "Birds of India", Part 3. Journ. Bombay Nat. Hist. Soc. 27(4), 692-744.
- Baker, E. C. S. (1921): Birds of the Indian empire, part 4. Journ. Bombay Nat. Hist. Soc. 28(1), 085-106.
- Baker, E. C. S. (1922): Birds of the Indian empire. Part 5. Journ. Bombay Nat. Hist. Soc. 28(2), 313-333.
- Baker, E. C. S. (1922): Birds of the Indian empire, part 6. Journ. Bombay Nat. Hist. Soc. 28(3), 576-594.
- Baker, E. C. S. (1922): Birds of the Indian empire, part 7. Journ. Bombay Nat. Hist. Soc. 28(4), 0830-0873.
- Baker, E. C. S. (1924): A brief reply to some criticisms on the second edition of the 'avi The Fauna of British India, Including Ceylon and Burma. Journ. Bombay Nat. Hist. Soc. 30(1), 207-209.
- Baker, E. C. S. (1932): Notes on The Fauna of British India, Including Ceylon and Burma. Birds'. vols. 4, 5 and 6 (new edition). Journ. Bombay Nat. Hist. Soc. 35(4), 873.
- Baker, E. C. S. (1932): The game birds of the Indian Empire. Part 18. Journ. Bombay Nat. Hist. Soc. 36(1), 1-12.
- Baker, E. C. S. (1919): Notes on two collections of birds from Seistan. Rec. Indian Mus. 18, 121-134.
- Baker, E. C. S. (1927): The game birds of the Indian Empire. Vol 5. the waders and other semi-sporting birds. Part 3. Journ. Bombay Nat. Hist. Soc. 32(1), 1-13.
- Baker, E. C. S. (1927): The game birds of the Indian Empire. Vol 5. the waders and other semi-sporting birds. Part 4. Journ. Bombay Nat. Hist. Soc. 32(2), 237-245.
- Baker, E. C. S. (1928): The game birds of the Indian Empire. Vol. 5. the waders and other semi-sporting birds. Part 5. Journ. Bombay Nat. Hist. Soc. 32(3), 397-407.
- Baker, E. C. S. (1928): The game birds of the Indian Empire. Vol 5. the waders and other semi-sporting birds. Part 6. Journ. Bombay Nat. Hist. Soc. 32(4), 617-621.
- Baker, E. C. S. (1926): The game birds of the Indian Empire. Vol 5. the waders and other semi-sporting birds. Part 1. Journ. Bombay Nat. Hist. Soc. 31(2), 233-238.
- Baker, E. C. S. (1926): The game birds of the Indian Empire. Vol 5. the waders and other semi-sporting birds. Part 2. Journ. Bombay Nat. Hist. Soc. 31(3), 533-546.
- Baker, E. C. S. (1923): The game birds of India, Burma and Ceylon. Part 34. Journ. Bombay Nat. Hist. Soc. 29(1), 1-8.
- Baker, E. C. S. (1923): Hand-list of the "birds of India." part 8. Journ. Bombay Nat. Hist. Soc. 29(1), 09-22.
- Baker, E. C. S. (1923): The game birds of India, Burma and Ceylon. Part 35. Journ. Bombay Nat. Hist. Soc. 29(2), 309-317.
- Baker, E. C. S. (1923): The game birds of India, Burma and Ceylon. Part 36. Journ. Bombay Nat. Hist. Soc. 29(3), 577-597.
- Baker, E. C. S. (1924): The game birds of India, Burma and Ceylon. Part 37. Journ. Bombay Nat. Hist. Soc. 29(4), 849-863.
- Baker, E. C. S. (1934): The long-tailed duck. Journ. Bombay Nat. Hist. Soc. 37(3), 549-552.
- Baker, E. C. S. (1915): The game birds of India, Burma and Ceylon. Part 17. Journ. Bombay Nat. Hist. Soc. 24(1), 1-28.
- Baker, E. C. S. (1916): The game birds of India, Burma and Ceylon. Part 18. Journ. Bombay Nat. Hist. Soc. 24(2), 201-223.
- Baker, E. C. S. (1916): The game birds of India, Burma and Ceylon. Part 19. Journ. Bombay Nat. Hist. Soc. 24(3), 387-403.
- Baker, E. C. S. (1916): The game birds of India, Burma and Ceylon. Part 20. Journ. Bombay Nat. Hist. Soc. 24(4), 623-638.
- Baker, E. C. S. (1918): The game birds of India, Burma and Ceylon. Part 25. Journ. Bombay Nat. Hist. Soc. 26(1), 1-18.
- Baker, E. C. S. (1919): The game birds of India, Burma and Ceylon. Part 26. Journ. Bombay Nat. Hist. Soc. 26(2), 319-337.
- Baker, E. C. S. (1919): Sub-species and the field naturalist. Journ. Bombay Nat. Hist. Soc. 26(2), 518-524.
- Baker, E. C. S. (1919): The game birds of India, Burma and Ceylon, part 27. Journ. Bombay Nat. Hist. Soc. 26(3), 705-715.
- Baker, E. C. S. (1920): The game birds of India, Burma and Ceylon. Part 28. Journ. Bombay Nat. Hist. Soc. 26(4), 885-906.
- Baker, E. C. S. (1917): The game birs of India, Burma and ceylon, part 21. Journ. Bombay Nat. Hist. Soc. 25(1), 1-39.
- Baker, E. C. S. (1917): The game birds of India, Burma and Ceylon. Part 22. Journ. Bombay Nat. Hist. Soc. 25(2), 161-198.
- Baker, E. C. S. (1918): The game birds of India, Burma and Ceylon. Part 23. Journ. Bombay Nat. Hist. Soc. 25(3), 325-360.
- Baker, E. C. S. (1918): The game birds of India, Burma and Ceylon. Part 24. Journ. Bombay Nat. Hist. Soc. 25(4), 521-546.
- Baker, E. C. S. (1913): The game birds of India, Burma and Ceylon. Part 9. Journ. Bombay Nat. Hist. Soc. 22(1), 1-12.
- Baker, E. C. S. (1913): The game birds of India, Burma and Ceylon. Part 10. Journ. Bombay Nat. Hist. Soc. 22(2), 219-229.
- Baker, E. C. S. (1913): The game birds of India, Burma and Ceylon. Part 11. Journ. Bombay Nat. Hist. Soc. 22(3), 427-433.
- Baker, E. C. S. (1914): The game birds of India, Burma and Ceylon. Part 12. Journ. Bombay Nat. Hist. Soc. 22(4), 653-657.
- Baker, E. C. S. (1914): A note on the sub-species of the Spot-bill Duck Anas poecilorhyncha. Journ. Bombay Nat. Hist. Soc. 22(4), 805-807.
- Baker, E. C. S. (1911): The game birds of India, Burma and Ceylon. Part V. Journ. Bombay Nat. Hist. Soc. 21(1), 20-47.
- Baker, E. C. S. (1911): The occurrence of Cygnus bewicki and other Swans in India. Journ. Bombay Nat. Hist. Soc. 21(1), 273-274.
- Baker, E. C. S. (1912): The game birds of India, Burma and Ceylon. Part VI. Journ. Bombay Nat. Hist. Soc. 21(2), 303-337.
- Baker, E. C. S. (1912): The Sooty Tern (Sterna fuliginosa) in Cachar. Journ. Bombay Nat. Hist. Soc. 21(2), 684.
- Baker, E. C. S. (1912): The game bird of India, Burma and Ceylon. Part 7. Journ. Bombay Nat. Hist. Soc. 21(3), 0722-0739.
- Baker, E. C. S. (1912): The game bird of India, Burma and Ceylon. Part 8. Journ. Bombay Nat. Hist. Soc. 21(4), 1109-1128.
- Baker, E. C. S. (1910): The game birds of India, Burma and Ceylon. Journ. Bombay Nat. Hist. Soc. 20(1), 1-32.
- Baker, E. C. S. (1910): The game birds of India, Burma and Ceylon. Part II. Journ. Bombay Nat. Hist. Soc. 20(2), 259-278.
- Baker, E. C. S. (1911): The game birds of India, Burma and Ceylon. Part III. Journ. Bombay Nat. Hist. Soc. 20(3), 547-596.
- Baker, E. C. S. (1911): The game birds of India, Burma and Ceylon. Part IV. Journ. Bombay Nat. Hist. Soc. 20(4), 901-929.
- Baker, E. C. S. (1911): Occurrence of the Great Snipe (Gallinago major) near Bangalore. Journ. Bombay Nat. Hist. Soc. 20(4), 1155.
- Baker, E. C. S. (1935): Native-taken eggs. Ibis, 13 5(2), 475-476.
- Baker, E. C. S. (1902): Occurrence of the 'Mandarin Duck' in India. Journ. Bombay Nat. Hist. Soc. 14(3), 626-627.
- Baker, E. C. S. (1909): Second occurrence of the Snipe-billed Godwit in Assam. Journ. Bombay Nat. Hist. Soc. 19(4), 994.
- Baker, E. C. S. (1908): Additional cuckoo notes. Journ. Bombay Nat. Hist. Soc. 18(2), 275-279.
- Baker, E. C. S. (1908): Important additions to the Indian avifauna. The Chinese Crimson-horned Pheasant Tragopan temmincki and Bewicks Swan Cygnus bewicki. Journ. Bombay Nat. Hist. Soc. 18(4), 753-755.
- Baker, E. C. S. (1908): An addition to the Indian avifauna. The Malayan Hawk-Cuckoo Hierococcyx fugax. Journ. Bombay Nat. Hist. Soc. 18(4), 915.
- Baker, E. C. S. (1908): The oology of parasitic cuckoos. Journ. Bombay Nat. Hist. Soc. 18(4), 915-916.
- Baker, E. C. S. (1906): The oology of Indian parasitic Cuckoos. Part I. Journ. Bombay Nat. Hist. Soc. 17(1), 72-84.
- Baker, E. C. S. (1906): The oology of Indian parasitic Cuckoos. Part II. Journ. Bombay Nat. Hist. Soc. 17(2), 351-374.
- Baker, E. C. S. (1906): On the Indian species of Bean-Goose. Journ. Bombay Nat. Hist. Soc. 17(2), 537-538.
- Baker, E. C. S. (1906): The breeding of the Bengal Florican (Sypheotis bengalensis). Journ. Bombay Nat. Hist. Soc. 17(2), 538-540.
- Baker, E. C. S. (1907): The oology of Indian parasitic Cuckoos. Part III. Journ. Bombay Nat. Hist. Soc. 17(3), 678-697.
- Baker, E. C. S. (1907): Birds of the Khasia Hills. Part I. Journ. Bombay Nat. Hist. Soc. 17(3), 783-795.
- Baker, E. C. S. (1907): Additional Cuckoo notes. Journ. Bombay Nat. Hist. Soc. 17(4), 876-894.
- Baker, E. C. S. (1907): Birds of the Khasia Hills. (Part II). Journ. Bombay Nat. Hist. Soc. 17(4), 957-975.
- Baker, E. C. S. (1904): The occurrence of the Red-breasted Goose Branta ruficollis in India. Journ. Bombay Nat. Hist. Soc. 16(1), 155-156.
- Baker, E. C. S. (1903): Rare ducks. Journ. Bombay Nat. Hist. Soc. 15(1), 141-142.
- Baker, E. C. S. (1903): The Crested Grebe. Journ. Bombay Nat. Hist. Soc. 15(1), 142-143.
- Baker, E. C. S. (1903): Note on Clangula glaucion (the Golden-eye). Journ. Bombay Nat. Hist. Soc. 15(2), 348-349.
- Baker, E. C. S. (1904): Occurrence of the Dwarf Goose Anser erythropus in Assam. Journ. Bombay Nat. Hist. Soc. 15(3), 524.
- Baker, E. C. S. (1904): The occurrence of rare birds in India. Journ. Bombay Nat. Hist. Soc. 15(4), 718.
- Baker, E. C. S. (1902): A correction. Turdinulus roberti. Suppression of Corythocichla squamata (Baker). Journ. Bombay Nat. Hist. Soc. 14(3), 626.
- Baker, E. C. S. (1903): Indian ducks and their allies. Journ. Bombay Nat. Hist. Soc. 14(4), 660-665.
- Baker, E. C. S. (1903): The eggs of the Long-billed Babbler Rimator malacoptilus. Journ. Bombay Nat. Hist. Soc. 14(4), 814.
- Baker, E. C. S. (1900): Indian ducks and their allies. Part IX. Journ. Bombay Nat. Hist. Soc. 13(1), 01-24.
- Baker, E. C. S. (1900): Indian ducks and their allies. Part X. Journ. Bombay Nat. Hist. Soc. 13(2), 199-222.
- Baker, E. C. S. (1901): The birds of Cachar. Journ. Bombay Nat. Hist. Soc. 13(3), 399-405.
- Baker, E. C. S. (1901): Occurrence of Podiceps cristatus in Assam. Journ. Bombay Nat. Hist. Soc. 13(3), 535.
- Baker, E. C. S. (1901): The birds of Cachar. Journ. Bombay Nat. Hist. Soc. 13(4), 563-570.
- Baker, E. C. S. (1901): Occurrence of Macrorhamphus semipalmatus in Assam. Journ. Bombay Nat. Hist. Soc. 13(4), 705-706.
- Baker, E. C. S. (1901): The nidification of Rimator malacoptilus. Journ. Bombay Nat. Hist. Soc. 13(4), 706-707.
- Baker, E. C. S. (1898): Indian ducks and their allies. Part V. Journ. Bombay Nat. Hist. Soc. 12(1), 01-31.
- Baker, E. C. S. (1899): Indian ducks and their allies. Part VI. Journ. Bombay Nat. Hist. Soc. 12(2), 235-261.
- Baker, E. C. S. (1899): Indian ducks and their allies. Part VII. Journ. Bombay Nat. Hist. Soc. 12(3), 437-464.
- Baker, E. C. S. (1899): The birds of North Cachar. Part X. Journ. Bombay Nat. Hist. Soc. 12(3), 486-510.
- Baker, E. C. S. (1899): Indian ducks and their allies. Part VIII. Journ. Bombay Nat. Hist. Soc. 12(4), 593-620.
- Baker, E. C. S. (1897): Indian ducks and their allies. Part 1. Journ. Bombay Nat. Hist. Soc. 11(1), 01-21.
- Baker, E. C. S. (1897): Indian ducks and their allies. Part II. Journ. Bombay Nat. Hist. Soc. 11(2), 171-198.
- Baker, E. C. S. (1897): The birds of North Cachar. Part VIII. Journ. Bombay Nat. Hist. Soc. 11(2), 222-233.
- Baker, E. C. S. (1897): The Blue Rock Thrush Petrophila solitaria. Journ. Bombay Nat. Hist. Soc. 11(2), 336.
- Baker, E. C. S. (1898): Indian ducks and their allies. Part III. Journ. Bombay Nat. Hist. Soc. 11(3), 348-367.
- Baker, E. C. S. (1898): The birds of North Cachar. Part IX. Journ. Bombay Nat. Hist. Soc. 11(3), 390-405.
- Baker, E. C. S. (1898): Probable hybrid between the Scarlet-backed Flower-pecker Dicaeum cruentatum and the Fire-breasted Flower-pecker D. ignipectus. Journ. Bombay Nat. Hist. Soc. 11(3), 467.
- Baker, E. C. S. (1898): Indian ducks and their allies. Part IV. Journ. Bombay Nat. Hist. Soc. 11(4), 555-584.
- Baker, E. C. S. (1895): The birds of North Cachar. Part IV. Journ. Bombay Nat. Hist. Soc. 10(1), 1-12.
- Baker, E. C. S. (1895): The identification of birds. Journ. Bombay Nat. Hist. Soc. 10(1), 151-152.
- Baker, E. C. S. (1896): The birds of North Cachar. Part V. Journ. Bombay Nat. Hist. Soc. 10(2), 161-168.
- Baker, E. C. S. (1896): The birds of North Cachar. Part VI. Journ. Bombay Nat. Hist. Soc. 10(3), 339-371.
- Baker, E. C. S. (1897): The birds of North Cachar. Part VII. Journ. Bombay Nat. Hist. Soc. 10(4), 539-567.
- Baker, E. C. S. (1897): Note on Pericrocotus speciosus vel paterculus. Journ. Bombay Nat. Hist. Soc. 10(4), 631-632.
- Baker, E. C. S. (1894): The birds of North Cachar. Part II. Journ. Bombay Nat. Hist. Soc. 9(1), 1-24.
- Baker, E. C. S. (1894): The birds of North Cachar. Part III. Journ. Bombay Nat. Hist. Soc. 9(2), 111-146.
- Baker, E. C. S. (1893): The Bulbuls of North Cachar. Part V. Journ. Bombay Nat. Hist. Soc. 8(1), 1-16.
- Baker, E. C. S. (1893): The birds of North Cachar. A catalogue of the Passeriformes, Coraciiformes and the Order Psittacii of the Sub-class Ciconiiformes. Journ. Bombay Nat. Hist. Soc. 8(2), 162-211.
- Baker, E. C. S. (1892): The Bulbuls of North Cachar. Part I. Journ. Bombay Nat. Hist. Soc. 7(1), 1-12.
- Baker, E. C. S. (1892): The Bulbuls of North Cachar. Part II. Journ. Bombay Nat. Hist. Soc. 7(2), 125-131.
- Baker, E. C. S. (1892): List of birds' eggs of North Cachar. Journ. Bombay Nat. Hist. Soc. 7(2), 251.
- Baker, E. C. S. (1892): The Bulbuls of North Cachar. Part III. Journ. Bombay Nat. Hist. Soc. 7(3), 263-268.
- Baker, E. C. S. (1892): Notes on a new species of Wren found in North Cachar, Assam. Journ. Bombay Nat. Hist. Soc. 7(3), 319-322.
- Baker, E. C. S. (1891): The Genus Chloropsis. Journ. Bombay Nat. Hist. Soc. 6(1), 59-63.
- Baker, E. C. S. (1892): The Bulbuls of North Cachar. Part IV. Journ. Bombay Nat. Hist. Soc. 7(4), 413-424.
- Baker, E. C. S. (1932): On the eggs of Phylloscopus griseolus. Ibis, 13 2(2), 393-394.
- Baker, E. C. S. (1896): Description of a new Cyanops from North Cachar. Novit. Zool. 3, 257-258.
- Baker, E. C. S. (1907): The breeding of the Bengal Florican Sypheotis bengalensis. Journ. Bombay Nat. Hist. Soc. 17, 538-540.
- Baker, E. C. S. (1913): Zoological results of the Abor Expedition (1911–1912). XIX. Birds. Rec. Indian Mus. 8, 259-288.
- Baker, E. C. S. (1913): On a small collection of birds from the Mishmi Hills. N.E. Frontier of India. Rec. Indian Mus. 9, 251-254.
- Baker, E. C. S. (1918): Some notes on the dicruridae. Novit. Zool. 25, 291-304.
- Baker, E. C. S. (1919): Further notes on some Dicruridae. Novit. Zool. 26, 41-45.
- Baker, E. C. S. (1892): List of birds' eggs. Presented to the Society by Mr. E.C.S. Baker, of North Cachar, August 1892. Journ. Bombay Nat. Hist. Soc. 7(3), 390.
- Baker, E. C. S. (1892): Description of a new species of Wren from North-East India, together with an account of its nest and eggs. Ibis, 6 4(13), 62-64.
- Baker, E. C. S. (1895): Notes on the nidification of some Indian birds not mentioned in Hume's 'Nests and eggs.' Part 1. Ibis, 7 1(1), 41-64.
- Baker, E. C. S. (1895): Notes on the nidification of some Indian birds not mentioned in Hume's 'Nests and eggs.' Part 2. Ibis, 7 1(2), 217-236.
- Baker, E. C. S. (1896): Notes on the nidification of some Indian birds not mentioned in Hume's 'Nests and eggs.' Part 3. Ibis, 7 2, 318-357.
- Baker, E. C. S. (1901): On Indian birds' eggs and their variations. Ibis, 8 1(3), 411-423.
- Baker, E. C. S. (1906): Notes on the nidification of Indian birds not mentioned in Hume's 'Nest and eggs.' Part 1. Ibis, 8 6(21), 84-113.
- Baker, E. C. S. (1906): Notes on the nidification of Indian birds not mentioned in Hume's 'Nest and eggs.' Part 2. Ibis, 8 6(22), 257-285.
- Baker, E. C. S. (1908): The Indian Ducks and Their Allies. 1st ed. Bombay Natural History Society/R.H. Porter, London. xi+292 pages.
- Baker, E. C. S. (1910): Notes on the occurrence of Vultur monachus in Calcutta. Rec. Indian Mus. 5, 81.
- Baker, E. C. S. (1913): Indian Pigeons and Doves. Witherby and Co., London. xvi+260 pages. Scan
- Baker, E. C. S. (1913): Exhibition of a series of eggs of Asiatic parasitic cuckoos, and eggs of their foster parents. Bull. Brit. Orn. Union. 31(184), 34-35.
- Baker, E. C. S. (1913): Description of a new subspecies of Warbler (Acanthopneuste trochiloides harterti) from Khasia Hills. Bull. Brit. Orn. Union. 31(184), 36-37.
- Baker, E. C. S. (1913): Exhibition and description of a new species of thrush (Oreocincla whiteheadi) from the Khaghan Valley, with notes by Capt. C.H.T. Whitehead. Bull. Brit. Orn. Union. 31(188), 79-80.
- Baker, E. C. S. (1913): Remarks on Oreocincla mollissima and O. dixoni. Bull. Brit. Orn. Union. 31(188), 81-82.
- Baker, E. C. S. (1913): Exhibition of nests and eggs of Chaetura sylvatica and C. indica, with remarks on the nidification of the genus. Bull. Brit. Orn. Union. 33(191), 36-37.
- Baker, E. C. S. (1913): Remarks on differently coloured eggs of the species of swallow found in India. Bull. Brit. Orn. Union. 33(191), 42.
- Baker, E. C. S. (1913): Exhibition of a pair of Blood-pheasants (Ithagenes cruentus kuseri) from the Mishmi Hills, with remakrs and a description of the female hitherto unknown to science. Bull. Brit. Orn. Union. 33(193), 83-84.
- Baker, E. C. S. (1914): Exhibition of three forms of the Scimitar Babbler (Pomatorhinus erythrogenys) and the description of a new species (Pomatorhinus haringtoni). Bull. Brit. Orn. Union. 33(197), 123-124.
- Baker, E. C. S. (1914): Exhibition of eggs of the Blood-pheasant (Ithagenes cruentus kuseri). Bull. Brit. Orn. Union. 33(197), 124.
- Baker, E. C. S. (1914): Description of four new Indian birds - Trochalopterum erythrolaema woodi, Ixulus flavicollis baileyi, Ithagenes tibetanus, and Tragopan blythi molesworthi. Bull. Brit. Orn. Union. 35(200), 17-19.
- Baker, E. C. S. (1914): Some notes on the White-legged Falconet Microhierax melanoleucus. Avicult. Mag., 3 5(3), 93-98.
- Baker, E. C. S. (1914): Some notes on tame Serpent Eagles. Spilornis cheela. Avicult. Mag., 3 5(5), 154-159.
- Baker, E. C. S. (1915): An albino bulbul. Rec. Indian Mus. 11, 351-352.
- Baker, E. C. S. (1915): Exhibition and description of a new subspecies - Laiscopus collari whymperi - from Garhwal. Bull. Brit. Orn. Union. 35(204), 60-61.
- Baker, E. C. S. (1915): Note on the genus Ithagenes. Ibis, 10 3(1), 122-128.
- Baker, E. C. S. (1916): Description of a new Larvivora. Novit. Zool. 23, 298.
- Baker, E. C. S. (1917): Notes on the nidification of some Indian Falconidae. Ibis, 10 5(2), 224-241.
- Baker, E. C. S. (1917): Notes on the nidification of some Indian Falconidae. II. The genus Accipiter. Ibis, 10 5(3), 350-362.
- Baker, E. C. S. (1918): Notes on the nidification of some Indian Falconidae. III. the genera Ictinaetus and Microhierax. Ibis, 10 6(1), 51-68.
- Baker, E. C. S. (1918): Erythrism in birds' eggs: An address read at the Third Oological Dinner on 26 September 1917. Ibis, 10 6(1), 68-75.
- Baker, E. C. S. (1919): Two interesting albinos. Rec. Indian Mus. 16(1), 167.
- Baker, E. C. S. (1919): Some notes on the genus Surniculus. Novit. Zool. 26, 291-294.
- Baker, E. C. S. (1919): Some notes on Oriental woodpeckers and barbets. Ibis, 11 1(2), 181-222.
- Baker, E. C. S. (1921): The Game-birds of India, Burma and Ceylon. Ducks and Their Allies. 2nd ed. Vol. 1. 2 vols. Bombay Natural History Society/John Bale, Sons, London. xvi+340 pages.
- Baker, E. C. S. (1921): The Game-birds of India, Burma and Ceylon. 2nd ed. Vol. 2. 2 vols. Bombay Natural History Society/John Bale, Sons and Danielsson, Ltd, London. 328 pages.
- Baker, E. C. S. (1922): Cuckoos - some theories about the birds and their eggs. Bull. Brit. Orn. Union. 42(267), 93-112.
- Baker, E. C. S. (1922): A note on some Oriental Zosteropidae, and descriptions of new subspecies. Ibis, 11 4(1), 142-147.
- Baker, E. C. S. (1922): The Fauna of British India, Including Ceylon and Burma. 2nd ed. Vol. 1. 8 vols. Taylor and Francis, London.
- Baker, E. C. S. (1924): The Fauna of British India, Including Ceylon and Burma. 2nd ed. Vol. 2. 8 vols. Taylor and Francis, London.
- Baker, E. C. S. (1926): The Fauna of British India, Including Ceylon and Burma. 2nd ed. Vol. 3. 8 vols. Taylor and Francis, London.
- Baker, E. C. S. (1927): The Fauna of British India, Including Ceylon and Burma. 2nd ed. Vol. 4. 8 vols. Taylor and Francis, London.
- Baker, E. C. S. (1928): The Fauna of British India, Including Ceylon and Burma. 2nd ed. Vol. 5. 8 vols. Taylor and Francis, London.
- Baker, E. C. S. (1929): The Fauna of British India, Including Ceylon and Burma. 2nd ed. Vol. 6. 8 vols. Taylor and Francis, London.
- Baker, E. C. S. (1930): The Fauna of British India, Including Ceylon and Burma. 2nd ed. Vol. 7. 8 vols. Taylor and Francis, London.
- Baker, E. C. S. (1930): The Fauna of British India, Including Ceylon and Burma. 2nd ed. Vol. 8. 8 vols. Taylor and Francis, London.
- Baker, E. C. S. (1923): Hand-list of Birds of the Indian Empire. R.A. Spence, Bombay. 240 pages.
- Baker, E. C. S. (1923): Cuckoos' eggs and evolution. Proc. Zool. Soc. 277-294.
- Baker, E. C. S. (1930): Tha Game-Birds of India, Burma, and Ceylon (Pheasants and Bustard-Quail). Vol. 3. Bombay Natural History Society, London.
- Baker, E. C. S. (1932): The Nidification of Birds of the Indian Empire. Vol. 1. 4 vols. Taylor & Francis, London. xxiii+470 pages.
- Baker, E. C. S. (1933): The Nidification of Birds of the Indian Empire. Vol. 2. 4 vols. Taylor & Francis, London. vi+564 pages.
- Baker, E. C. S. (1934): The Nidification of Birds of the Indian Empire. Vol. 3. 4 vols. Taylor & Francis, London. vii+568 pages.
- Baker, E. C. S. (1935): The Nidification of Birds of the Indian Empire. Vol. 4. 4 vols. Taylor & Francis, London. x+546 pages.
- Baker, E. C. S. (1942): Cuckoo Problems. H.F. & G. Witherby Ltd., London. xvi+207 pages.
- Baker, E. C. S. (1939): The nomenclature of birds. Journ. Bombay Nat. Hist. Soc. 41(2), 429-433.
- Baker, E. C. S. (1915): A revision of the genus Gennaeus. Journ. Bombay Nat. Hist. Soc. 23(4), 658-689.
- Baker, E. C. S. (1923): A hand-list of the Genera and Species of birds of the Indian Empire. Bombay Natural History Society, Bombay. ix+240 pages. scan